# Наступление на Дамасак (2015)
Наступление на Дамасак — эпизод военного противостояния африканских государств с Боко Харам.

## Ситуация
24 ноября 2014 года город Дамасак, расположенный на границе Нигерии с Нигером, захватили исламисты из группировки Боко Харам. 8 марта 2015 года, за день до того, как организация объявила о своей преданности ИГИЛ, армии Чада и Нигера пересекли мост Дутчи недалеко от Диффы и начали наступление на территории, удерживаемые джихадистами. В ходе операции в районе Боссо и Дирама военные пересекли границу.

## Ход боёв
9 марта солдаты Чада и Нигера двинулись на город Дамасак, где исламисты располагали силами в 500 человек. У лесного массива войска столкнулись с сильным сопротивлением джихадистов, из-за чего их продвижение проходило медленно. Агентство AFP сообщило, что, по данным источника в службах безопасности Чада, потери Боко Харам составили около 200 человек убитыми. Войска Чада потеряли 10 бойцов убитыми и как минимум 20 ранеными. В Reuters заявляли о пяти убитых солдатах ВС Нигера .
В самом Дамасаке у боевиков было огромное количество пленников: от 400 до 500 женщин и детей. Однако освободить их не удалось. Около пятидесяти человек были убиты, остальных джихадисты забрали с собой при отступлении.
Утром 17 марта контингент в составе 1500 бойцов (1000 чадских и 500 нигерских военных) начал штурм города. Спустя семь часов населённый пункт был взят.
Как сообщил полковник нигерской армии Мустафа Ледру, в результате наступления погибло 228 боевиков и 1 военнослужащий ВС Нигера (ещё 8 ранены).

## Последствия
20 марта солдаты обнаружили братскую могилу к северу от Дамасака, в которой находились около сотни тел, в том числе стариков, женщин и детей. В последующие дни были обнаружены и другие тела, в частности, в русле реки Дамасак. Массовые убийства произошли в январе. Всего боевиками убито 400 человек .

### Видео
- Offensive du Niger et du Tchad : "L’objectif est de nettoyer le nord-est du Nigeria de Boko Haram", France 24, 9 mars 2015.
- Chad and Niger troops retake Nigerian town from Boko Haram, Reuters, 19 mars 2015.
- Boko Haram Abductions and Massacre in Damasak, Nigeria, Human Right Watch, 29 mars 2016.

### Фотографии
- Boko Haram : une centaine de corps découverts dans une fosse commune à Damasak, photographies de l'agence Reuters.